# Родді Річ
Родрік Вейн Мур-молодший (англ. Rodrick Wayne Moore Jr.; народився 22 жовтня 1998 року), відомий як Родді Річ (англ. Roddy Ricch), американський репер із Комптона, Каліфорнія. Став відомим у 2018 році зі своїм синглом "Die Young", який посів 98 місце в Billboard Hot 100. Перші два мікстейпи Річа, Feed Tha Streets (2017) і Feed Tha Streets II (2018), також отримали широке визнання. У 2019 році Річ був представлений у синглі Ніпсі Гассла «Racks in the Middle», який приніс йому премію Греммі за найкраще реп-виконання, а також у синглі «Ballin'» Mustard, номінованому на Греммі.
Дебютний студійний альбом Річа Please Excuse Me for Being Antisocial (2019) випущений на Atlantic Records і Bird Vision Entertainment і дебютував на вершині Billboard 200. 
Річ отримав кілька нагород, включаючи премію Греммі у дев'яти різних номінаціях, а також дві премії BET Awards, дві BET Hip Hop Awards та American Music Award.

## Ранні роки
Родрік Вейн Мур-молодший народився 22 жовтня 1998 року в Комптоні, штат Каліфорнія, де і виріс. Відвідував Compton High School. Родді Річ почав читати реп і співати з 8 років, а у віці 12 років читав реп для артиста Кендріка Ламара, який на той час набував популярності. Він почав робити біти серйозно у віці 16 років. У Комптоні Річ був членом Парк-Віллідж Комптон Кріпс і має дві татуювання «С», що символізує його ймовірну приналежність до банди. Він також недовго перебував у в’язниці округу, коли був випущений його мікстейп Feed Tha Streets II. У підлітковому віці Річ слухав Ліл Вейна, Young Thug, Future та Speaker Knockerz.

## Кар’єра

### 2017–2018:Feed Tha Streets, мікстейпи та колаборації
У листопаді 2017 року Родді Річ випустив дебютний мікстейп Feed Tha Streets, який також є його першим музичним проєктом. Запис був схвально сприйнятий реперами Мік Мілл, Ніпсі Гассл, 03 Greedo, а також відомого продюсера Mustard. У березні 2018 року він випустив EP Be 4 Tha Fame. 
У липні 2018 року вийшов пустив сингл «Die Young», спродюсований London on da Track. Пісня була присвячена його другові дитинства. Музичне відео набрало понад 80 мільйонів переглядів на YouTube і 120 мільйонів прослуховувань на Spotify. У серпні 2018 року він випустив сингл «Ricch Forever», спродюсований DJ Bugsy. Того місяця Marshmello випустив попередній перегляд спільного треку з Річем під назвою «Project Dreams», який був випущений 7 грудня 2018 року.
2 листопада 2018 року Річ випустив другий мікстейп Feed Tha Streets II. Альбом досяг 67-го місця в чарті Billboard 200 і 36-го місця в чарті Top R&B/Hip-Hop Albums.  Пізніше цього місяця Marshmello представив новий трек з Річем.

### 2019–2020:Please Excuse Me for Being Antisocialта "The Box"
15 лютого 2019 року Річ був представлений разом з американським продюсером Hit-Boy у синглі американського репера Ніпсі Гассла «Racks in the Middle», який згодом увійшов у 40 найкращих хітів Billboard Hot 100 і отримав премію Греммі за найкраще реп-виконання. Рівно через місяць, 15 березня, він був представлений разом з американським репером Tyga в реміксі на хіт-сингл американського співака Post Malone "Wow". 28 червня він співпрацював з американським ді-джеєм і продюсером Mustard над синглом "Ballin'" з третього студійного альбому Mustard Perfect Ten, який став найвищою піснею Mustard в чартах Hot 100. Пісня була номінована як найкраще реп/санг виконання на церемонії вручення премії Греммі 2020 року.
11 жовтня 2019 року Річ випустив сингл "Big Stepper", головний сингл дебютного студійного альбому Please Excuse Me for Being Antisocial. Через два тижні, 25 жовтня, випустив другий сингл з альбому «Start wit Me» за участю американського репера Gunna. 25 листопада випустив третій і останній передрелізний сингл альбому «Tip Toe», за участю американського репера A Boogie wit da Hoodie. 6 грудня 2019 року альбом був випущений, дебютував і провів чотири тижні поспіль на першому місці в Billboard 200. Він став дебютним реп-альбомом у США, який провів найдовше часу на першому місці, з 2003 року. Альбом містив сингл Річа з найвищим рейтингом «The Box», який очолював Hot 100 протягом одинадцяти тижнів.
У 2020 році він з'явився в низці пісень інших виконавців, включаючи оду Ніпсі Гасслу "Letter to Nipsey" від Міка Мілла, "Numbers" A Boogie wit da Hoodie разом з Gunna і London on da Track і "Walk Em Вниз» від NLE Choppa. У квітні 2020 року Річ був представлений на «Rockstar» від DaBaby, який став його другим синглом номер один у Billboard Hot 100. Річ став першим виконавцем, який досяг перших двох синглів номер один у тому ж році, відколи це зробив Ед Ширан у 2017 році. Річ виграв Альбом року на BET Awards 2020. Він провів вісімнадцять тижнів на вершині Hot 100, найбільше для будь-якого виконавця у 2020 році. 3 липня 2020 року Річ був представлений разом з іншим американським репером 50 Cent на посмертному синглі покійного американського репера Попа Смоука «The Woo» з дебютного студійного альбому Смоука Shoot for the Stars, Aim for the Moon. 
Під час інтерв'ю GQ Річ розповів, що його другий студійний альбом завершено, однак він сказав, що чекає слушного моменту, щоб його випустити. Річ назвав альбом "повноцінним шедевром. Справжня ідея. Справжня робота". 24 листопада 2020 року він показав майбутній проєкт під назвою «Love Is Barely Real Anymore».
Річ зрівнявся з The Weeknd як найбільш номінований виконавець на American Music Awards 2020, обидва мали вісім номінацій. Він отримав шість номінацій на 63-й щорічній премії Греммі, в тому числі на «Пісню року» та «Запис року» за «The Box» і «Rockstar» відповідно. Variety назвав його проривним виконавцем 2020 року, а Apple Music нагородила його альбомом і піснею року у 2020 році, причому Please Excuse Me for Being Antisocial, і «The Box» відповідно стали найбільш популярними альбомом і піснею року у всьому світі на платформі. Він посів третє місце в чарті Billboard на кінець року для найкращих виконавців.

### 2021: Стрілянина таLive Life Fast
21 лютого 2021 року в Атланті, штат Джорджія, сталася стрілянина в музичному кліпі Родді Річа і 42 Dugg, в результаті чого троє людей отримали поранення. Пізніше американському хіп-хоп виконавцю OMB Peezy було пред'явлено звинувачення у стрілянині із застосуванням смертельної зброї при обтяжуючих обставинах та володінні вогнепальною зброєю під час вчинення злочину. Родді та 42 Dugg залишилися неушкодженими. Усі троє поранених вижили. Відео на пісню «4 Da Gang» було випущено, і пісня досягла 67-го місця в Billboard Hot 100. 4 червня 2021 року Річ випустив сингл «Late at Night», який дебютував під номером 20 на Hot 100. 11 червня 2021 року Річ був представлений на третьому студійному альбомі Polo G Hall of Fame на треку «Fame & Riches».
14 вересня 2021 року Родді Річ опублікував історію в Instagram, анонсувавши альбом під назвою Live Life Fa$t. Альбом був офіційно випущений 17 грудня 2021 року. Він дебютував на першому місці в чарті Billboard Top R&B/Hip-Hop Albums Chart (це другий альбом Річа з таким результатом), було продано 62 000 копій. 

## Особисте життя
У 2019 році Родді Річ був заарештований за домашнє насильство після того, як він нібито напав на свою дівчину у своєму будинку в Лос-Анджелесі. Записи про арешт показують, що уродженець Комптона був затриманий о 5:40 ранку за тихоокеанським часом, а пізніше звільнений під заставу 50 000 доларів. Пізніше окружна прокуратура Лос-Анджелеса зняла всі звинувачення через недостатність доказів.
У 2020 році у Родді Річа народився син від моделі та бізнес-леді Аллі Мінаті.
Родді Річ виріс у християнській родині.

## Музичний стиль
Річ черпає натхнення для пісень зі свого життя.
Кеді Ленг з журналу Time відзначила «чудовий музичний стиль Річа, як репера, який поєднує коріння [хіп-хопу] Західного узбережжя зі звуком треп-музики та чиказького дрил-репу, що набуває додаткової ваги у його текстах, які варіюються від роздумів про суворі реалії життя до нападів нестримної бравади».
Річ був визнаний за його хрипкий голос, «який творить чудеса з вокальними фільтрами». Пол Томпсон з Vulture назвав Річа «безперечно талановитим вокалістом, а іноді й переконливим автором пісень», висловивши думку, що він «часто використовує той самий синтаксис та вокальні інтонації, що і Young Thug». Його музичний стиль поєднує реп і спів.
Річ визнав вплив на свою творчість Кендріка Ламара, який також родом з міста Комптон. Він заявив, що репер Speaker Knockerz мав на нього найбільший вплив. 

## Дискографія

### Студійні альбоми
- Please Excuse Me for Being Antisocial (2019)
- Live Life Fast (2021)
- Love is Barely Real Anymore (2023)

### Мікстейпи
- Feed Tha Streets (2017)
- Feed Tha Streets II (2018)
- Feed Tha Streets III (2022)